# Ĝ
Ĝ, en minúsculas ĝ, llamado G con acento circunflejo, es la novena letra del alfabeto en esperanto, corresponde a una africada postalveolar sonora ([d͡ʒ] en el Alfabeto Fonético Internacional).
Ĝ también se utiliza en el idioma aleutiano y esperanto, donde representa una fricativa uvular sonora.

## Unicode
Forma parte del bloque Latino Extendido B de Unicode, con los puntos U+011C y U+011D.
| Carácter      | Ĝ                                      | Ĝ                                      | ĝ                                    | ĝ                                    |
| ------------- | -------------------------------------- | -------------------------------------- | ------------------------------------ | ------------------------------------ |
| Unicode       | LATIN CAPITAL LETTER G WITH CIRCUMFLEX | LATIN CAPITAL LETTER G WITH CIRCUMFLEX | LATIN SMALL LETTER G WITH CIRCUMFLEX | LATIN SMALL LETTER G WITH CIRCUMFLEX |
| Codificación  | decimal                                | hex                                    | decimal                              | hex                                  |
| Unicode       | 284                                    | U+011C                                 | 285                                  | U+011D                               |
| UTF-8         | 196 156                                | C4 9C                                  | 196 157                              | C4 9D                                |
| Ref. numérica | &#284;                                 | &#x11C;                                | &#285;                               | &#x11D;                              |